# Agakauitai
Agakauitai est une petite île des îles Gambier en Polynésie française située non loin de l'île de Taravai.

## Géographie
Agakauitai est une île encore très respectée par la population des Gambier, elle est considérée comme une île « tabou », bien qu'une personne y habite de manière permanente selon le recensement de 2017.

## Culture
Agakauitai abrite les vestiges d'une grotte où d'anciens rois mangaréviens y sont entreposés.